# Фоминське (Махньовський міський округ)
Фоми́нське (рос. Фоминское) — село у складі Махньовського міського округу Свердловської області.
Населення — 82 особи (2010, 131 у 2002).
Національний склад населення станом на 2002 рік: росіяни — 93 %.